# Сирикан Чароенсири
Сирикан Чароенсири (тайск. ศิริกาญจน์ เจริญศิริ, род. 1986, Ясотхон) — тайский адвокат по правам человека. Она работает с Тайскими юристами по правам человека (Thai Lawyers for Human Rights, TLHR) и входит в число законных представителей четырнадцати студенческих активистов Движения за новую демократию (New Democracy Movement, NDM). Она подвергалась преследованиям и угрозам со стороны тайских властей, а также уголовным обвинениям, связанным с её работой адвокатом по правам человека. Она стала первым тайским адвокатом, которого военная хунта обвинила в подстрекательстве к мятежу.

## Образование
Сирикан Чароенсири родилась в Таиланде в 1986 году и выросла в Ясотхоне, провинция Ясотхон. Она училась в средней школе Триам Удом Сукса, получила подготовительное образование к колледжу, а затем поступила на юридический факультет и окончила Университет Таммасат в 2009 году. После получения степени Чароенсири прошла стажировку в Международной комиссии юристов, а затем консультировалась с Ассоциацией по предотвращению пыток и Американской ассоциацией адвокатов по вопросам предотвращения пыток, проблемам прав человека в отношении повстанческого движения в Южном Таиланде и реализации Правил Правовой Инициативы. В 2013 году она поступила на программу магистра права в Эссекский университет для изучения международного права в области прав человека.

## Карьера

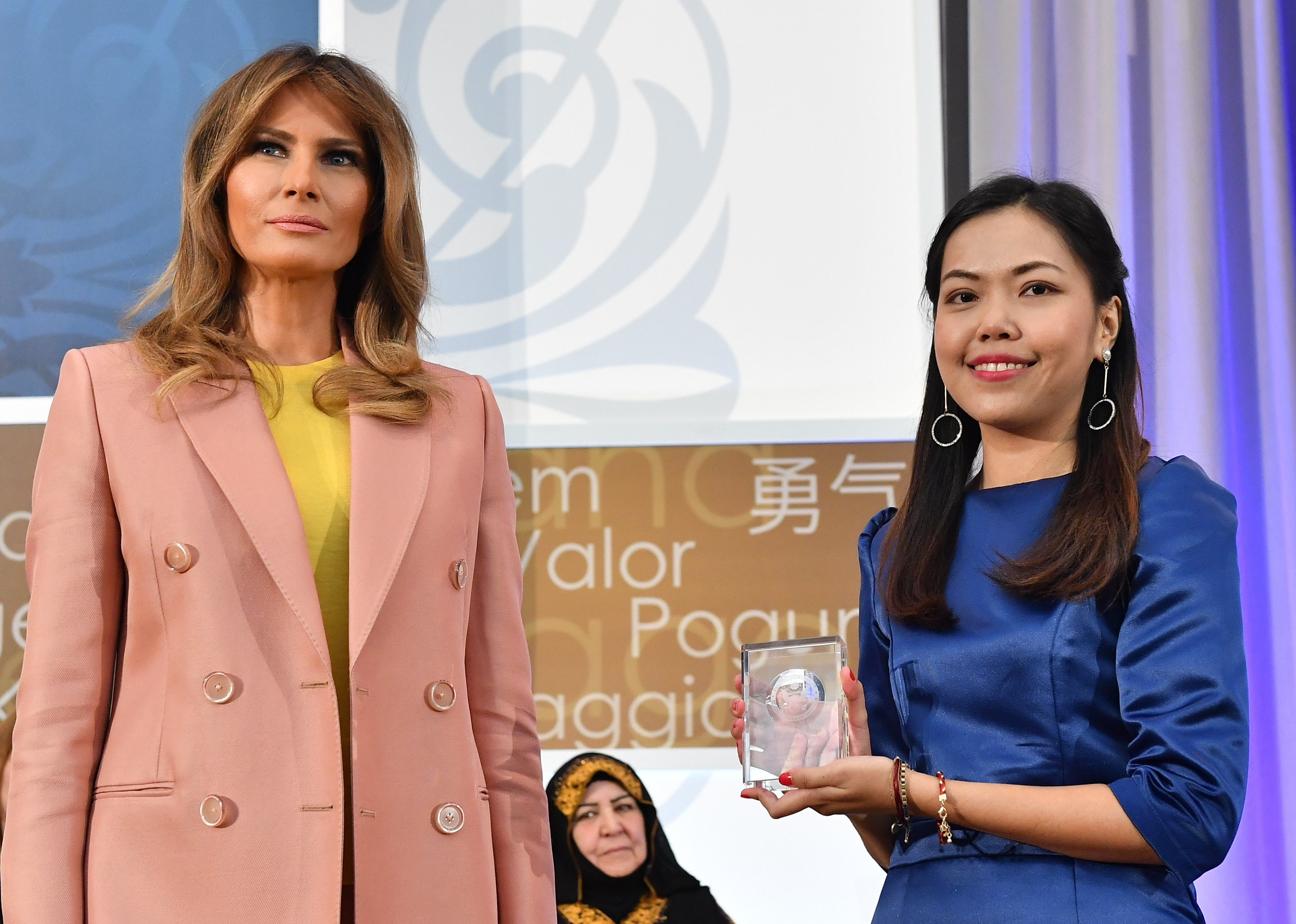
Сирикан Чароенсири из Таиланда с Меланией Трамп на церемонии вручения Международной женской премии за отвагу 2018 года

После получения степени магистра права, Чароенсири вернулась на работу в Международную комиссию юристов. Когда в 2014 году в Таиланде произошёл государственный переворот, она осознала необходимость создания отдельного органа для решения юридических вопросов, поскольку адвокатам был закрыт доступ к их клиентам, а военные арестовывали людей без ордеров, содержали их под стражей без предъявления обвинений и содержали их в секретных лагерях. Когда она стала соосновательницей компании Thai Lawyers for Human Rights, изначально — горячей линии для консультирования. Вскоре организация расширилась до группы юристов-правозащитников, финансируемых международными правозащитными группами и занимающихся нарушениями прав человека.
В 2015 году Чароенсири добилась освобождения фотожурналиста Энтони Кван Хок Чуна из организации Initium Media из Гонконга. Кван, приехавший в Таиланд, чтобы сообщить о бомбардировке алтаря Эраван, привёз с собой защитное снаряжение, включая бронежилет и шлем, не зная, что эти предметы контролируются тайскими законами об оружии. Он был арестован при попытке вернуться в Гонконг, а его паспорт был конфискован.
В том же году в июне 2015 года 14 студентов, выступавших за демократию, были арестованы и обвинены в подстрекательстве к мятежу. Чароенсири и другие адвокаты, представляющие студентов, протестовали против того, что студентов судили в военном суде. Через семь месяцев после ареста студентов Чароенсири предъявили обвинение в отказе подчиниться официальному приказу и сокрытии доказательств. Обвинения были связаны с тем, что она получила мобильные телефоны своих клиентов, когда они были арестованы, и спрятала их в своей машине. На следующий день она подала заявление в полицию за незаконное конфискацию её автомобиля для завершения обыска. В результате этого против Чароенсири были предъявлены дополнительные обвинения в ложных обвинениях в адрес полиции.
После участия в 33-м общем заседании Совета ООН по правам человека в Женеве Чароенсири была вызвана в суд для предъявления дополнительных обвинений в соучастии в заговоре и подстрекательстве к мятежу. Это был первый случай, когда хунта предъявила адвокату обвинение в подстрекательстве к мятежу, что вызвало протест международных правозащитных организаций.
19 мая 2017 года Сирикан Чароенсири получила четвёртую премию L4L-Award в Амстердаме, Нидерланды. Награду ей вручил адвокат из Колумбии Хорхе Молано, получивший награду в 2015 году. Она стала первой женщиной, получившей награду.